# Josef Kaufman
Josef Kaufman (* 27. března 1984 Pardubice) je bývalý český fotbalový obránce.

## Klubová kariéra
Je odchovancem klubu FK Pardubice 1899, odkud přestoupil v roce 2000 do FK AS Pardubice, ze kterého se (přestože ten v té době hrál v druhé lize) propracoval do mládežnických reprezentací. V létě 2004 Josef Kaufman podepsal Teplice, kde strávil následující čtyři roky, než v létě 2008 odešel hostovat do klubu Viking FK. Norský klub na něj sice uplatnil opci, kterou ho chtěl vykoupit z Teplic, nicméně se s hráčem nedohodl na podmínkách smlouvy. Hráč se proto vrátil do České republiky, kde v zimním přestupovém termínu přestoupil do týmu SK Slavia Praha, kde podepsal smlouvu s platností do konce roku 2012. V sezoně 2008/09 získal se Slavií mistrovský titul, přestože nenastoupil k jedinému zápasu díky dlouhodobému zranění. Ligovou premiéru v dresu Slavie si odbyl až na jaře 2010. Zranění ho však tížila dál a v zimě 2012 odešel hostovat do slovenského Spartaku Trnava. Podzimní část sezóny 2012/13 strávil na hostování v klubu FC Zbrojovka Brno.
Po ukončení hostování ve Zbrojovce přestoupil v lednu 2013 ze Slavie do Teplic, kde podepsal smlouvu na dva a půl roku. První ligový gól od začátku angažmá vstřelil 28. září 2013 proti Bohemians Praha 1905, podílel se tak na vysoké výhře 5:1. V prosinci 2013 v Teplicích skončil.

## Reprezentační kariéra
Za reprezentační výběr do 21 let nastoupil ve 28 zápasech, což je třetí nejvyšší počet startů v této věkové kategorii v samostatné české historii. Před Kaufmanem se nachází jen Jan Polák a David Kobylík se 46 resp. 32 starty (aktuální k lednu 2009).
S českou reprezentací do 21 let se zúčastnil Mistrovství Evropy v roce 2007, kde ČR skončila po zápasech s Anglií (0:0), Srbskem (prohra 0:1) a Itálií (prohra 1:3) se ziskem 1 bodu na poslední čtvrté příčce základní skupiny B.